# Aya (musicienne)
 (avril 2025).
Aya Sinclair, connue sous le nom d'aya, est une musicienne et productrice originaire de Huddersfield, en Angleterre,, et une personne trans née en 1994,.

## Biographie
Adolescente, Aya Sinclair s'interesse au rock chrétien. Elle s'implique deux ans dans une église pentecotiste.  Lorsqu'elle commence à questionner son identité de genre, elle se confie à eux. Mais ils lui donnent le choix entre ne plus jamais en parler ou quitter l'église. elle choise la seconde options. Elle fait son coming out trans en 2018.
Aya Sinclair commence sa carrière de musicienne sous le nom de LOFT,. En 2016, elle publie son premier EP intitulé Turbulent Dynamics, suivie par une compilation de ses enregistrements pirates et singles de cette année-là. Trois ans plus tard en 2019, elle sort un autre EP toujours sous le nom de LOFT, intitulé and departt from mono games.
En 2021, Aya Sinclair change de nom de scène pour Aya. Elle sort son premier album, im hole sous son nouveau nom la même année,,. L'album reçoit la mention de « Meilleure nouvelle musique » par Pitchfork. S'ensuit un nouvel EP qui sort en 2024 intitulé Lip Flip.
Son dernier album Hexed sorti en 2025 aborde ses problèmes liés à sa toxicomanie. Aya Sinclair a en effet connu une periode d'addiction à l'alcool, la ketamnie et la cocaine. Elle est maintenant sobre.
Vivant à Londres, sa musique est reconnue comme avant-gardiste. 

## Discographie
- 2019 : and departt from mono games[15]
- 2024 : Lip Flip[16]
- 2021 : im hole[17],[18]
- 2025 : Hexed[19]

## Liens
- Ressources relatives à la musique :   - Bandcamp
  - Discogs
  - MusicBrainz